# منية النصر
منية النصر مدينة وقاعدة مركز منية النصر بمحافظة الدقهلية المصرية. يتبع المدينة 9 وحدات قروية. يقتصر التعليم العالي في المدينة على كلية التربية النوعية بمنية النصر، وكانت تتبع في البداية وزارة التعليم العالي قبل أن تنضم لاحقًا إلى جامعة المنصورة.

## التاريخ
قرية منية النصر من القرى القديمة، واسمها الأصلي وقت الفتح الإسلامي لمصر بهرمس ثم تغير اسمها إلى الأنصار حتى وردت باسم منية النصارى في أعمال الدقهلية ضمن قرى الروك الصلاحي التي أحصاها ابن مماتي في كتاب قوانين الدواوين، كما وردت باسم منية النصارى فوريك في أعمال الدقهلية والمرتاحية ضمن قرى الروك الناصري التي أحصاها ابن الجيعان في كتاب «التحفة السنية بأسماء البلاد المصرية».  
حرف اسمها في تاريخ 1228هـ/1813م الذي عدّ قرى مصر بعد المسح الذي قام به محمد علي باشا إلى ميت النصارى ضمن قرى مديرية الدقهلية. يُذكر أن اسمها تغير بناء على طلب أهلها سنة إلى منية النصر في 16 يوليو 1929 بسبب أن أهلها كلهم مسلمون. حولت إلى المدينة بمركز منفصل دائرة اختصاصه 22 ناحية تتبع دكرنس سنة 1987.

## السكان
بلغ عدد سكان المدينة 84,174 نسمة في تقدير يوليو 2024 منهم 42,404 ذكر و41,770 أنثى.
| السنة | عدد السكان | السنة | عدد السكان |
| ----- | ---------- | ----- | ---------- |
| 1882  | 3141       | 1986  | 28,794     |
| 1897  | 3806       | 1996  | 48,744     |
| 1927  | 5974       | 2006  | 58,571     |
| 1947  | 7610       | 2017  | 72,043     |
| 1960  | 9718       | 2024  | 84,174     |
| 1976  | 12,502     |       |            |